# ヘンリー・ハレック
ヘンリー・ウェイガー・ハレック（Henry Wager Halleck、1815年1月16日-1872年1月9日）は、アメリカ陸軍の士官であり、学者、法律家である。軍事研究で著名な専門家であるハレックは、軽蔑的な「オールド・ブレインズ」（古い脳）という渾名で呼ばれた。カリフォルニア州の州昇格では中心人物となり、成功した法律家および土地開発者となった。南北戦争の初期、西部戦線で北軍の上級指揮官となり、続いて全北軍の総司令官を約2年間務めた。西部戦線ではハレックの部下だったユリシーズ・グラント大将の戦場での勝利がハレックの経歴を上げることに貢献し、1864年から戦争の残り期間、グラントがハレックに代わって総司令官に就任したときは、ハレックが陸軍の参謀総長に「昇進」した。
ハレックは、戦闘の十分な準備と素早く攻撃的な行動に対する防御的要塞化の価値を強く信じる慎重な将軍だった。軍隊の階層の頂点にある者として管理、兵站および政治を知悉していたが、ワシントンD.C.での役職から野戦を効果的に統制することはほとんどできなかった。エイブラハム・リンカーン大統領はかってハレックのことを、「一級の事務官以上のものではない」と表現したことがあった。

## 初期の経歴
ハレックはニューヨーク州オナイダ郡ウエスタンビルの農家で、ジョセフ・ハレックの14人の子供の内3人目として生まれた。父は米英戦争で中尉として従軍した。母はキャサリン・ウェイガー・ハレックだった。若いときのハレックは農業の人生という考えをひどく嫌い、早期に家を逃げ出してユーティカの叔父デイビッド・ウェイガーに育てられた。ハドソン・アカデミーとユニオン・カレッジで学び、続いて陸軍士官学校に入った。軍事理論家のデニス・ハート・マハンのお気に入りとなり、士官候補生のときに授業をすることを許された。
1839年に、同期生31人のうち3番目で卒業し、工兵少尉となった。ワシントンD.Cの工兵局で助手として任官され、ニューヨーク港防衛度改善に数年間を過ごした後、合衆国上院に宛てて海岸防衛に関する報告書「国家防衛手段に関する報告書」を書き、このことがウィンフィールド・スコット将軍を喜ばせて、その褒美に1844年にヨーロッパに行かせて要塞やフランスの軍隊について研究させた。
中尉として母国に戻ったハレックはボストンのローウェル・インスティチュートで12回シリーズの講義を行い、この内容を1846年に『軍事学と科学の要素』として出版した。
ハレックの著作は、アメリカ軍事専門家の初めての表現として、その仲間によく受け入れられ、来るべき南北戦争で士官達に使われる戦術を定義するものの一つと考えられた。その学術研究で後に（軽蔑的に）「オールド・ブレインズ」という渾名を貰うことになった。

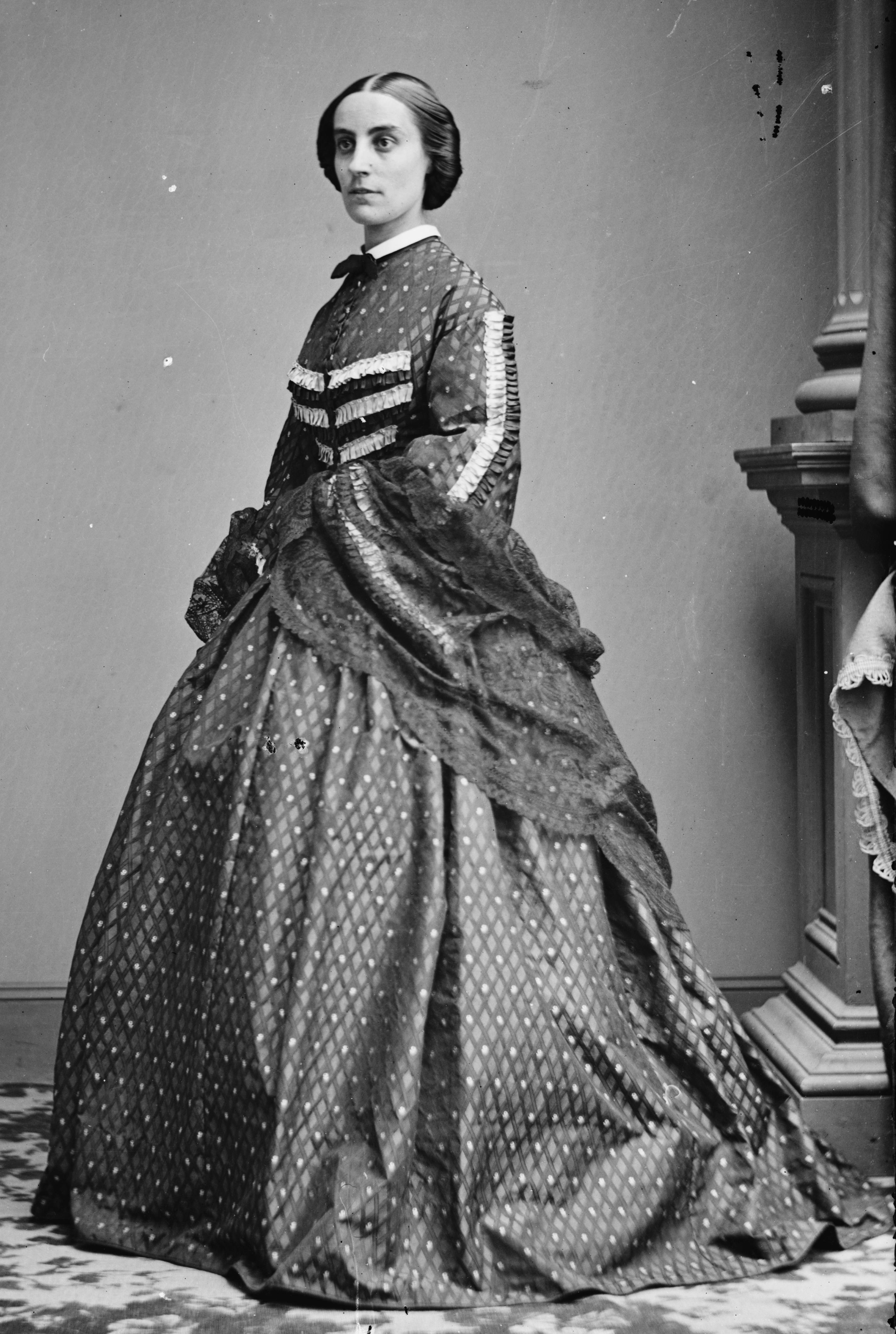
エリザベス・ハミルトン

米墨戦争のとき、ハレックはカリフォルニアでの任務を割り付けられた。ウィリアム・シャブリック海軍代将の副官として、ケープホーンを回ってUSSレキシントンを回航する7か月の旅の間に、アンリ・ジョミニの著作『ナポレオンの政治と軍事』を翻訳し、その学者としての評価を高めることになった。カリフォルニアでは要塞造りに数か月を費やし、続いて1847年11月11日、シャブリックがマサトラン港を占領したときに初めて戦闘に参加した。ハレックは占領した都市の副知事を務めた。このカリフォルニアとメキシコでの「勇敢で賞賛に値する執務」に対し1847年に大尉へ名誉昇進した。1853年7月1日には正規軍の大尉に昇進した。その後、北方に転出し、カリフォルニア準州の総督、バネット・ライリー将軍の下で仕え、間もなく州の軍事長官に指名され、その肩書きでカリフォルニア州憲法を起草するモントレー会議に出席し、憲法の主要な寄稿者の一人となった。カリフォルニア州軍事博物館には、ハレックが「会議に出席し、彼が他の誰よりも課題に対する学術的考え方を持っており、ライリー将軍が新憲法を形作ることを助けるよう指示したので、貴重な知能になった」と書かれている。ハレックは新しい州で2人のアメリカ合衆国上院議員の1人になるよう会議中に候補指名されたが、投票の結果は3位に甘んじた。その政治的活動の間に、サンフランシスコの法律会社ハレック・ピーチー・アンド・ビリングズに加わる時間ができ、これが大きく成功して、1854年には陸軍から退役した。翌年、アレクサンダー・ハミルトンの孫娘、エリザベス・ハミルトンと結婚した。1856年に一人息子、ヘンリー・ウェイガー・ハレック・ジュニアが生まれた。
ハレックは、法律家、土地投機家として富裕なものとなり、また「カリフォルニアーナ」の著名な収集家になった。カリフォルニアのスペイン宣教団と植民地化に関する公式資料を数千ページも集め、原本は1906年のサンフランシスコ地震と大火で失われたが、写しがカリフォルニア大学のバンクロフト図書館に保存されている。サンフランシスコでは最初の耐火建築であるモンゴメリー・ブロックを建設し、弁護士、実業家、そして後には市のボヘミアン作家や新聞社の本拠となった。サンノゼのアルマデン・クイックシルバー水銀会社の取締役となり、アトランティック・アンド・パシフィック鉄道の社長、モントレーの建設者およびマリン郡のランチョ・ニカシオに3万エーカー (120 km2)の土地所有者となった。しかしハレックは軍事的な事項にも関わり続け、1860年までにカリフォルニア民兵隊の少将になった。

## 南北戦争

### 西部戦線
南北戦争が始まったとき、ハレックは名目上民主党員であり南部に対する同調者だったが、合衆国の価値を強く信じてもいた
。軍事学者としての評判とウィンフィールド・スコットからの熱心な推薦もあって1861年8月19日付けで、正規軍の少将に任官され、陸軍でも4番目の上級将軍となった（スコット、ジョージ・マクレランおよびジョン・C・フレモントに次ぐ）。
ミズーリ方面軍指揮官を任され、11月9日にはセントルイスでフレモントと交替し、その管理能力で前任者が残した欺瞞と無秩序の混乱状態を素早く整理した。ハレックは、「その指揮権を拡げ、いかなる非難も自分には降りかからないようにするという2つの目標」のために働いた。
歴史家のケンドール・ゴットは方面軍指揮官としのハレックを次のように表現した。
ハレックは部下の中で最も成功しそうであり将来の指揮官となるような者、例えばユリシーズ・グラントとの関係は不快なものになった。好戦的なグラントは小規模だが流血の多いベルモントの戦いで功績を挙げたばかりであり、テネシー川やカンバーランド川で水陸協働の大望ある作戦を描いていた。ハレックは性格上慎重な将軍だったが、グラントの戦前の酒癖という評判で信用できないとも判断し、グラントの作戦を拒否した。しかし、リンカーン大統領から攻勢を採れという圧力もあり、ハレックが再考してグラントは1862年2月に海軍と共にヘンリー砦とドネルソン砦に対する作戦を敢行し、14,000名の南軍兵と共に両砦を占領した。
グラントは国民的英雄となり、南北戦争でも最初の意義有る北軍の勝利の報せを配信した。ハレックはグラントのために志願兵の少将への勝利を獲得し、その方面軍の他の将軍にも同様にした。またこの勝利を、その時ドン・カルロス・ビューエルと分け合っていた西部戦線での指揮を全体掌握したいと申し出たが、これは認められなかった。グラントがビューエルとナッシュビルで会った後に、グラントの酒癖がぶり返したという噂をもとに指揮官から解任したが、リンカーンや陸軍省からの圧力もあってその決定を取り消した。ハレックはグラントを復職させることの説明で、不公平を正すための自分の努力を強調したが、その不公平が自分から出たとは言わなかった。それでもハレックはグラントの部下の一人をテネシー川を下る次の作戦に起用し、リンカーン自らの干渉で再びグラントに総指揮を執らせるよう依頼された。グラントが「貴方と私自身の間に敵がいるに違いない」と書き送ったとき、ハレックは「貴方は間違っている。貴方と私の間には敵はいない」と答えた。
ハレックの方面軍は1862年初期も調子が良く、南軍をミズーリ州から追い出してアーカンソー州に前進した。西テネシーを全てと中央テネシーの半分を支配した。グラントはこの頃も自分の背後で行われている政治的操作に気付いておらず、ハレックを「時代の最大の者の一人」とみなし、ウィリアム・シャーマン少将は、ハレックのことを、その前の数か月で「恐るべき高揚」を北軍側にもたらした出来事の「指揮する天才」と表現していた。この成果はハレックの戦略、管理技術、および資源のうまい管理に帰せられ、またその部下達の素晴らしい功績とされた。すなわちピーリッジの戦いでのサミュエル・R・カーティス少将、およびアイランドNo.10の戦いでのジョン・ポープ少将だった。軍事歴史家達はこれらの勝利を得るためにハレックが果たした個人的な役割については同意していない。ある者は方面軍の全体指揮をもとにハレックの功績としているが、他の者は特に後の事象という眼鏡を通してその経歴を見ており、その部下達が第一の要素だと考えている。
1862年3月11日、ハレックの指揮権はオハイオ州とカンザス州、さらにビューエルのオハイオ軍を含むまでに拡大され、名称をミシシッピ方面軍とされた。グラントのテネシー軍は4月6日のシャイローの戦いで攻撃を受け、4月7日のビューエルの助けもあって、南軍アルバート・ジョンストン将軍とP・G・T・ボーリガード将軍の軍隊を撃退したが、大きな損失を出した。シャイローの虐殺を大衆が抗議したことで、ハレックはグラントをその副司令官にしたが、これは実質的に責任のない職であり、一方ハレックは自身初めて戦場で大軍団の指揮を執った。コリンスの包囲戦と呼ばれるコリンスのボーリガード軍に対する戦闘を指揮したが、これはハレック軍がボーリガード軍の2倍の戦力があったからであり、慎重に移動して毎日のように停止し入念な防塞を造っていった。ボーリガード軍は結局戦わずにコリンスを放棄した。

### 総司令官
バージニア州での半島方面作戦が失敗した後で、リンカーン大統領は1862年7月23日付けでハレックが東部に移動し全北軍の司令官になるよう招致した。リンカーンはハレックが部下の将軍達を刺激して、戦争の全戦線でより連携が取れ、攻撃的な行動を取らせるようにすることを期待したが、直ぐに失望して、彼について「一級の事務官以上のものではない」とコメントした。グラントはハレックに代わって西部の軍隊の大半を指揮したが、ビューエルのオハイオ軍は外され、ビューエルはグラントの同格者であるハレックに直接報告した。ハレックはグラント軍から幾つかの師団をビューエルに移し始め、4個師団が移って、グラント軍には46,000名が残された。
ワシントンでハレックは管理的な問題に秀でた状態を続け、訓練、武器の装備および広大な地域への何千もの兵士の配置を進めた。しかし、野戦の指揮官として、また大きな戦略家としては成功しなかった。その冷静で、不快な性格は部下から疎外された。ある観察者は彼のことを「冷静で、計算高いフクロウ（もったいぶった人）」と表現した。歴史家のスティーブン・E・ウッドワースは、「彼の高い額の重々しいドームの下で、彼に話しかける者をぎょろ目で凝視し、答えを出す前に長く熟考し、同時にその間中両肘を擦り、ある観察者によれば、彼が持っていると評判の大きな知性はその両肘にあるに違いないと皮肉を言わせることになった」と書いた。この気質で北軍の記者団にも不人気になり、しばしば批判された。
ハレックは軍人というよりも官僚であり、その野戦指揮官達を統制するでもなく指示も与えられなかった。ジョージ・マクレラン、ジョン・ポープおよびアンブローズ・バーンサイドのような強烈な個性の持ち主はいつも彼の助言や指示を無視した。彼の統制力の無さを示す例として、1862年の北バージニア方面作戦のときに、マクレランにタイミングよくポープ軍を支援させる動機付けができず、第二次ブルランの戦いでの北軍敗北の原因を作った。ハレックが信用を落としたのはこの出来事からだった。リンカーンはハレックに総司令官としての全権限と責任を与えると言った。「彼はポープの敗北までその考え方で走ったが、それ以来可能ならばいつでも責任を逃れようとした。」
ハレックの防衛のために、ハレックが選ばなかった東部戦線の部下の指揮官はロバート・E・リー将軍と北バージニア軍に立ち向かうことを躊躇した。西部戦線の将軍達の多くも、グラントを除いて攻撃的ではなかった。リンカーンがハレックに総司令官としての全権限を与えたにもかかわらず、ハレックも陸軍長官のエドウィン・スタントンも国の軍事戦略に関する多くの事項について細かな管理しか行わなかった。ハレックはシャーマンに宛てて、「私は単純に陸軍長官と大統領の軍事助言者であり、彼らが決めたことに、私が同意しようとしまいと従い実行しなければならない。良き軍人として私は上官の命令に従う。もし私が彼等に不同意ならばそう言うが、彼等が決断した時、その決断を誠実に実行するのが私の義務だ」と書いた。

### 参謀総長
1864年3月12日、西部戦線でハレックの部下であったユリシーズ・グラントが中将に昇進し総司令官になったとき、ハレックはアメリカ陸軍全体を管理する責任のある参謀総長に格下げされた。グラントと陸軍局はハレックを優しく降格させる特別の気遣いを示した。その命令書には、ハレックが「自らの申し出で」総司令官から解任されたと書かれていた。
戦場に攻撃的な将軍が立ったので、ハレックの管理能力はグラントをうまく補い、彼等は連携良く働くことができた。1864年の難儀なオーバーランド方面作戦とリッチモンド・ピーターズバーグ方面作戦のときを通じて、グラントが適度に補給され、武器を与えられまた南軍を疲弊させる規模で補強される面倒を見た。南部経済との総力戦の実行についてグラントやシャーマンに同意し、シャーマンの海への進軍やフィリップ・シェリダン少将のシェナンドー渓谷の破壊について承認した。グラント、シャーマンおよびシェリダンと共に、ハレックは近代戦の父の一人とも見なされている。

## 南北戦争後の経歴
グラントがリーをアポマトックス・コートハウスで降伏させた後に、ハレックはリッチモンドに本部があるジェイムズの軍事地区指揮官を任された。リンカーンの葬儀では棺の担ぎ役を務めた。シャーマンが元南軍の者に対して寛大な傾向があることについてシャーマンと喧嘩し、その友情を無くした。1865年8月、カリフォルニアの太平洋師団に転属となり、1869年3月まで基本的に軍属を離れていたが、ケンタッキー州ルイビルに本部を置く南部師団指揮官に任官された。
ハレックはルイビルに赴任中に死んだ。ニューヨーク市ブルックリン区のグリーンウッド墓地に埋葬され、サンフランシスコの通りの名前やゴールデンゲート公園の銅像で記念されている。後世に回顧録を残さず、明らかに私的な手紙や備忘録は処分した。死んだ時の資産は正味474,773ドルだった。未亡人のエリザベスは1875年にジョージ・ワシントン・カラムと再婚した。カラムは西部戦線におけるハレックの参謀長であり、ワシントンでも部下だった。

## 著作
- Report on the Means of National Defence（国家防衛手段に関する報告書） （1843年）
- Elements of Military Art and Science（軍事学と科学の要素） （1846年）
- International law, or, Rules regulating the intercourse of states in peace and war（国際法、すなわち、国家間の戦争と平和に関する規制法） （1861年）
- The Mexican War in Baja California: the memorandum of Captain Henry W. Halleck concerning his expeditions in Lower California, 1846–1848（バハ・カリフォルニアにおける米墨戦争：ローワーカリフォルニア遠征に関するヘンリー・W・ハレック大尉の覚書、1845年-1848年） (死後出版、1977年)
- 編集 Bitumen: Its Varieties, Properties, and Uses（瀝青：その種類、性状と利用法） （1841年）
- 翻訳 A Collection of Mining Laws of Spain and Mexico（スペインとメキシコの鉱山法集纂） （1859年）
- 翻訳 Life of Napoleon by Baron Antoine-Henri Jomini （ナポレオンの人生、アンリ・ジョミニ男爵著）（1864年）[4]